# Wagga Wagga City
Koordinaten: 35° 7′ S, 147° 22′ O

Die City of Wagga Wagga ist ein lokales Verwaltungsgebiet (LGA) im australischen Bundesstaat New South Wales. Das Gebiet ist 4824,489 km² groß und hat etwa 68.000 Einwohner.
Wagga Wagga liegt in der Südhälfte des Staates am Murrumbidgee River etwa 245 km westlich der australischen Hauptstadt Canberra und 480 km nordöstlich von Melbourne. Das Gebiet umfasst 66 Ortsteile und Ortschaften: Alfredtown, Ashmont, Belfrayden, Big Springs, Bomen, Book Book, Boorooma, Borambola, Bourkelands, Brookdale, Brucedale, Bulgary, Burrandana, Cartwrights Hill, Charles Sturt University, Collingullie, Currawarna, Dhulura, Downside, Estella, Euberta, Eunanoreenya, Forest Hill, Gelston Park, Glenfield Park, Gobbagombalin, Gregadoo, Gumly Gumly, Hillgrove, Kapooka, Kooringal, Kyeamba, Ladysmith, Lake Albert, Lloyd, Mangoplah, Maxwell, Moorong, Mount Austin, Oberne Creek, Oura, Pulletop, Rowan, San Isidore, Springvale, Tarcutta, Tatton, The Gap, Tolland, Turvey Park, Uranquinty, Wagga Wagga, East Wagga Wagga, North Wagga Wagga, Wallacetown und Yarragundry sowie Teile von Carabost, Galore, Ganmain, Harefield, Humula, Lockhart, Marrar, Matong, Mundarlo und The Rock. Der Sitz des City Councils befindet sich in der Stadt Wagga Wagga im Zentrum der LGA, die knapp 50.000 Einwohner hat.
Wagga Wagga unterhält Städtepartnerschaften mit der bayrischen Stadt Nördlingen, mit Leavenworth im US-Bundesstaat Kansas sowie mit Kunming in der chinesischen Provinz Yunnan.

## Verwaltung
Der Wagga Wagga City Council hat 9 Mitglieder, die von allen Bewohnern der LGA gewählt werden. Wagga Wagga ist nicht in Bezirke untergliedert. Aus dem Kreis der Councillor rekrutiert sich auch der Mayor (Bürgermeister) des Councils.
Bis 2004 hatte der Council noch 15 Mitglieder. 2008 und 2012 betrug die Zahl der Councillor 11 und wurde nach einem Referendum ab 2016 auf 9 reduziert.